# Murrin Park
Murrin Park är en park i Kanada.   Den ligger i Squamish-Lillooet Regional District och provinsen British Columbia, i den sydvästra delen av landet, 3 500 km väster om huvudstaden Ottawa. Murrin Park ligger 168 meter över havet.
Terrängen runt Murrin Park är huvudsakligen bergig, men den allra närmaste omgivningen är kuperad. En vik av havet är nära Murrin Park åt sydväst. Närmaste större samhälle är Squamish, 7,1 km nordost om Murrin Park.
I omgivningarna runt Murrin Park växer i huvudsak barrskog. Trakten runt Murrin Park är nära nog obefolkad, med mindre än två invånare per kvadratkilometer.